# 所罗门群岛国民议会
所罗门群岛国民议会（英語：National Parliament of the Solomon Islands）是所罗门群岛的国家立法机关。所罗门群岛国民议会实行一院制，由50名议员所组成。每届议会任期为4年。现任议会议长为帕特森·奥蒂（Patteson Oti）。